# Philippe Vitel

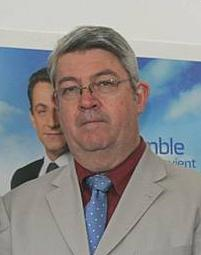
Philippe Vitel

Philippe Vitel (* 22. Februar 1955 in Toulon) ist ein französischer Politiker der Les Républicains (UMP).

## Leben
Vitel studierte Medizin und ist als Arzt in Toulon tätig. Er war von 2002 bis 2017 Abgeordneter der Nationalversammlung.